# George Beto

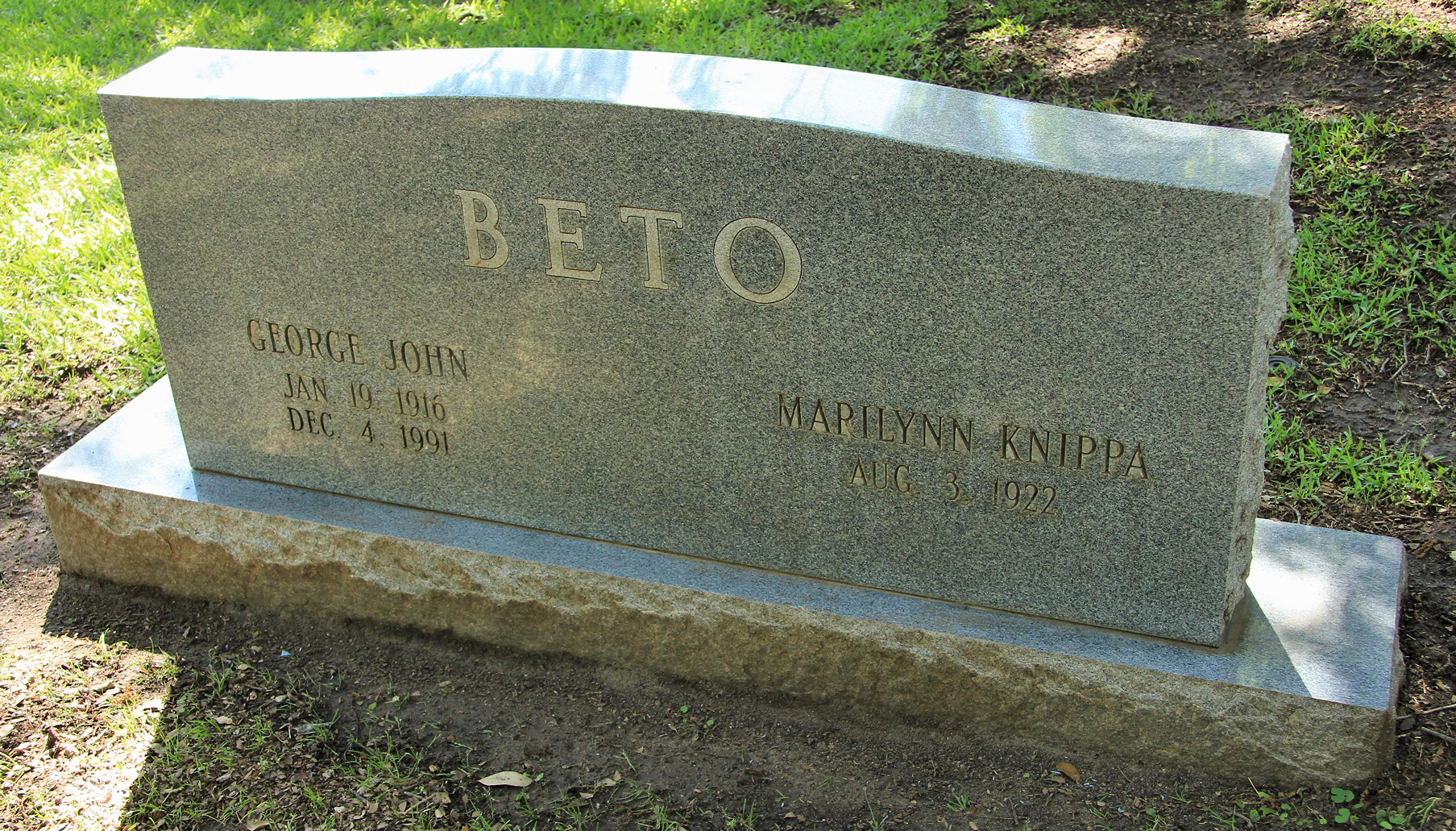
Tumba de Beto en el Cementerio Estatal de Texas

Dr. George John Beto (19 de enero de 1916 – 1991) era el jefe del Departamento de Correcciones de Texas (ahora el Departamento de Justicia Criminal de Texas). Nació en 19 de enero de 1916 en Hysham, Montana.
Murió en 4 de diciembre de 1991 en Austin.